# Lizzi Waldmüller

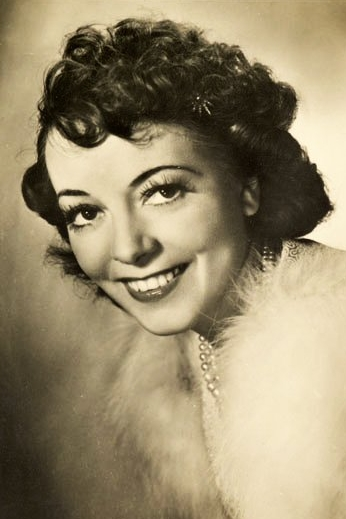
Lizzi Waldmüller.

Lizzi Waldmüller född 25 maj 1904 i Österrike-Ungern död 8 april 1945 under ett flyganfall, österrikisk skådespelare. 

## Filmografi (urval)
- 1945 - Ein Mann wie Maximilian
- 1942 - Die Nacht in Venedig
- 1939 - Bel Ami
- 1936 – Skeppsbrutne Max
- 1936 – Rendezvous im Paradies
- 1934 - Peer Gynt
- 1931 - Die Spanische Fliege